# Рожков Юрій Гаврилович
Юрій Рожков (1891, Чернігівська губернія, Російська імперія — ?) — український педагог, викладач, директор Глухівського інституту соціального виховання, педінституту, педтехнікуму і робітфаку (1932–1934).

## Життєпис
Народився 1891 на Чернігівщині.
1918 прийнятий у громадянство Української Держави, з 1921 — у постійній зоні окупації большевицької Московії.

### Навчання
У 1909 р. закінчив Коростишівську учительську семінарію.
З 1911 по 1914 — навчався в Глухівському учительському інституті.

### Викладацька діяльність
У 1909–1911 — завідувач Новодроківської народної земської школи в Суразькому повіті Чернігівської губернії.
У 1914–1915 — учитель вищої початкової школи та педагогічних курсів у м. Балта Одеської губернії.
Під час Першої світової війни близько року (15 вересня 1915 — 9 червня 1916) проходив службу в чині рядового військових частин (Одеса, Новочеркаськ). У бойових операціях участі не брав.
У 1916–1917 — працював учителем вищої початкової школи та педагогічних курсів у Житомирі.
Із 1917 по 1919 — обіймав посаду завідувача відділом народної освіти Волинського губернського земства.
Водночас за сумісництвом продовжував учителювати в одній із місцевих шкіл.
У 1919 був призначений завідувачем загальним педагогічним відділом Житомирського губнаросвіти.
З 1921 по 1927 — виконував обов'язки секретаря правління спілки «Робос».
Упродовж 1921–1927 — член Житомирської міської ради.
У газеті «Волинський пролетар» вів сторінку з питань культурного будівництва.
У 1921–1927 — викладач Житомирських педагогічних курсів та укрпедтехнікуму.
У педагогічному технікумі викладав такі дисципліни, як історія класової боротьби, історичний матеріалізм, методи політосвітроботи.
Від 1 жовтня 1927 — виконувач обов'язків штатного викладача 1 групи політичних дисциплін Житомирського інституту народної освіти.
У 1928–1930 — помічник директора, доцент Житомирського інституту народної освіти.
Із 1930 по 1932 — директор сільськогосподарського технікуму в місті Білки, що на Закарпатті.
У 1932–1934 — працював директором Глухівського інституту соціального виховання. Був професором.
До пенсії працював викладачем Орловського педагогічного інституту.